# 祖布日
祖布日是捷克的城鎮，位於該國東部，由茲林州負責管轄，始建於1310年，面積28.39平方公里，海拔高度378米，該鎮自1930年有電力供應，2011年人口5,614。

## 外部連結
- Official website （页面存档备份，存于） （捷克文）

49°27′58″N 18°05′33″E / 49.46611°N 18.09250°E